# Face Up (album)
A Face Up című album a brit énekes-dalszerző Lisa Stansfield 5. stúdióalbuma, mely 2001. június 20-án jelent meg. Ez volt az első stúdióalbuma az 1997-es Lisa Stansfield album óta. Az albumra Stansfield férjével Ian Devaney-vel együtt írt dalokat, valamint közreműködött Richard Darbyshire is. A produceri munkálatokat Devaney végezte. Az album kedvező értékelést kapott a zenekritikusoktól, akik dicsérték a funky és soul dalokat. Az albumról két dal jelent meg kislemezen, a 2-step garage stílusú Let's Just Call It Love című dal, és a  diszkó stílusú 8-3-1 című dal, második kislemezként, azonban az utolsó pillanatban nem jelentették meg. A "Face Up" Európában és Japánban is megjelent, azonban Európában csak mérsékelt siker volt, így Top40-es slágerlistás helyezés volt néhány európai országban. A "Face Up" deluxe változata 2014. november 10-én jelent meg az Egyesült Királyságban, Európában pedig november 21-én.

## Előzmények
Stansfield 2001 júniusában jelentette meg a "Face Up" című stúdióalbumot, négy évvel a Lisa Stansfield című stúdióalbum után. Időközben elkészítette a Swing című film zenéjét, majd szintén 1999-ben a The Longer We Make Love  című dal közös duettjét Barry White-tal, mely White "Staying Power" című stúdióalbumán szerepel. 2000-ben a Motown Mania című válogatás albumra a "You Keep Me Hangin' On" című feldolgozást készítette el. A "Face Up" az utolsó stúdióalbum, mely az Arista Records kiadásában jelent meg.

## Tartalom
A "Face Up" című albumot 2001-ben rögzítették. "Nagyon élveztük az album készítését, nagyon jól éreztem magam, és pozitívan gondolkodtam a felvételek alatt" - mondta Stansfield. Az albumra rányomja a bélyegét a készítés hangulata is. Az album dalait Stansfield férjével, Ian Devaney-vel, és Richard Darbyshire-val írta, aki a Living in a Box nevű együttes tagja volt a 80-as években. Devaney volt a producere is az albumnak. A "You Can Do That" és a "When the Last Sun Goes Down" című dalokat Frank Musker írta. A 8-3-1 és a "Can't Wait to" című dalt pedig Charlotte Kelly. A "Boyfriend" című dalt Stansfield és Devaney írták. A dal hangmintáit Ramon Morris "First Come, First Serve" című dalából vették. A "8-3-1" című dal pedig Audrey Hepburn klasszikus "Oh I Love You" című dala ihlette. A "Face Up" című albumon Stansfield a klasszikus funk, soul zene, és a modern R&B kortárs zenei stílusával mutatkozik meg. Az album 13 dallal jelent meg Európában, és 14 dallal az Egyesült Királyságban, az "All over Me" című dalla l együtt. A japán kiadás két bónusz dalt tartalmaz, a Let's Just Call It Love és a "Can't Wait To" című dalok remixét. 2003-ban az albumot újra megjelentették mely limitált kiadású digipack formátumban jelent meg. A lemez két bónusz dalt tartalmazott, a "Can't Wait To" és "You Get Me" című dalokat, mely az 1997-es "Don't Cry for Me" című kislemezen is szerepelt. Négy dalt Stansfield előadott a Ronnie Scott's Jazz Club-ban, melyet 2005-ben DVD-n is megjelentettek "Live at Ronnie Scott's " címmel.
A "Face Up" 2014-ben újra kiadásra került egy 2CD + DVD-s formátumban. Az albumon 12-es változatok, ritka dalok szerepelnek, beleértve az All Around the World című dal 2003-as remixeit is, illetve videókat, élő felvételeket, és egy speciálisan rögzített interjút Stansfield-del. A 28 oldalas füzetben képek, emlékek, dalszövegek találhatóak. Az album 2014. október 10-én jelent meg az Egyesült Királyságban, majd november 21-én Európában. Ezzel egyidőben került kiadásra a "The Collection 1989-2003" című válogatáslemez is. A "Face Up" 2014-es kiadásán korábban nem publikált dalok is szerepelnek, úgy mint a I've Got Something Better" (Trackmasters Remix), valamint három remix a "8-3-1" című dalból, melyek a következők: David Morales (Morales Radio Mix, Morales Alternative Club Mix és Morales Dub). A "People Hold On ... The Remix Anthology" című válogatásra pedig egy korábban nem megjelent remix szerepel a "Let's Just Call It Love" című dalból, melyet Ian Devaney mixelt, és az "Ian Devaney Feel It Mix" nevet kapta.

## Kislemezek
Az albumról kimásolt első dal a Let's Just Call It Love volt, mely Európában 2001. június 11-én jelent meg. Ez tartalmaz egy club mixet , és egy új dalt is, a "More Than Sex" címűt. A dalhoz készült videót Howard Greenhalgh rendezte. A dal 48. helyezést ért el az Egyesült Királyságban, majd később az Arista Records kiadott egy CD kislemezt a 8-3-1 című dalhoz, melyhez a megjelenést szeptember 17-re tervezte. A kislemez, mely egy korábban ki nem adott dalt tartalmazott, a "Can't Wait To" címűt, az utolsó pillanatban visszavonásra került. 2003-ban a "Let's Just Call It Love" és a "8-3-1" című dalok David Morales remixei felkerült a Biography: The Greatest Hits című válogatás albumra is. Az Egyesült Államokban az Arista Records az "I've Got Something Better" című dalt tervezte megjelentetni, és ehhez a Trackmastert kérte fel, hogy készítsen egy remixet a dalból. A "Face Up" szerény kereskedelmi sikere miatt azonban ezt elvetették. A Trackmaster remix valamint más korábban ki nem adott dalok, a "8-3-1" és a "Let's Just Call It Love" remixei felkerültek a "Face Up" deluxe kiadására, valamint a 2014-es "The Collection 1989-2003" című albumra, és a "People Hold On...The Remix Anthology című lemezre is.

## Kritikák
| Értékelések                 |           |
| Értékelő                    | Értékelés |
| AllMusic                    | [ 1 ]     |
| Huddersfield Daily Examiner | pozitív   |

A "Face Up" pozitív értékeléseket kapott a zenekritikusoktól. Jose F. Promis AllMusic szerint ez az album hasonló a Lisa Stansfield című albumhoz, kivéve néhány zeneszámot. A "Let's Just Call It Love" 2-step garage stílusa kissé szokatlan de érdekes dal. [...] Az album első dala az "I've Got Something Better" egy klasszikus funky dal, mely egyre szórakoztatóbbá válik minden egyes ismételt hallgatással. Azonban más dal is kiemelkedik a többi közül, úgy mint a Burt Bacharach féle "How Can You?" című ballada, és a "Don't Leave Now I'm in Love" című dal is. A "8-3-1" című disco funky dal Barry White tiszteletére íródott, mely válasz az 1997-es "The Line" című dalra. A Huddersfield Daily Examier szerint az album kiemelkedő táncos album, melyben a hangszereknek, a harmóniának és a dalszerzőknek köszönhetően erősebb mint valaha. A legjobb dal a "8-3-1"  című, mely csak akkor érdemel meg egy albumot a kiadásra, ha nagyszerű dalok gyűjteménye. És ez az album pontosan ilyen.

## Számlista
| #   | Cím                         | Szerző(k)                                        | Producer(ek) | Hossz |
| --- | --------------------------- | ------------------------------------------------ | ------------ | ----- |
| 1.  | I've Got Something Better   | Lisa Stansfield, Ian Devaney, Richard Darbyshire | Devaney      | 4:25  |
| 2.  | Let's Just Call It Love     | Stansfield, Devaney, Darbyshire                  | Devaney      | 4:17  |
| 3.  | You Can Do That             | Stansfield, Devaney, Darbyshire, Frank Musker    | Devaney      | 4:30  |
| 4.  | How Could You?              | Stansfield, Devaney, Darbyshire                  | Devaney      | 4:34  |
| 5.  | Candy                       | Stansfield, Devaney, Darbyshire                  | Devaney      | 5:06  |
| 6.  | I'm Coming to Get You       | Stansfield, Devaney, Darbyshire                  | Devaney      | 3:54  |
| 7.  | 8-3-1                       | Stansfield, Devaney, Darbyshire, Charlotte Kelly | Devaney      | 4:31  |
| 8.  | Wish on Me                  | Stansfield, Devaney, Darbyshire                  | Devaney      | 4:49  |
| 9.  | Boyfriend                   | Stansfield, Devaney                              | Devaney      | 4:44  |
| 10. | Don't Leave Now I'm in Love | Stansfield, Devaney, Darbyshire                  | Devaney      | 4:17  |
| 11. | Didn't I                    | Stansfield, Devaney, Darbyshire                  | Devaney      | 4:51  |
| 12. | Face Up                     | Stansfield, Devaney, Darbyshire                  | Devaney      | 4:52  |
| 13. | When the Last Sun Goes Down | Stansfield, Devaney, Darbyshire, Musker          | Devaney      | 3:57  |

| 14. | All over Me | Stansfield, Devaney, Darbyshire | Devaney | 5:09 |

| 14. | Let's Just Call It Love (Dreemhouse Mix - Full Extended Version) | Stansfield, Devaney, Darbyshire        | Devaney | 4:36 |
| 15. | Can't Wait To                                                    | Stansfield, Devaney, Darbyshire, Kelly | Devaney | 4:27 |

| 14. | All over Me   | Stansfield, Devaney, Darbyshire        | Devaney | 5:09 |
| 15. | Can't Wait To | Stansfield, Devaney, Darbyshire, Kelly | Devaney | 4:27 |
| 16. | You Get Me    | Stansfield, Devaney, Darbyshire        | Devaney | 5:37 |

| 1.  | I've Got Something Better                    | Stansfield, Devaney, Darbyshire         | Devaney | 4:25 |
| 2.  | Let's Just Call It Love                      | Stansfield, Devaney, Darbyshire         | Devaney | 4:17 |
| 3.  | You Can Do That                              | Stansfield, Devaney, Darbyshire, Musker | Devaney | 4:30 |
| 4.  | How Could You?                               | Stansfield, Devaney, Darbyshire         | Devaney | 4:34 |
| 5.  | Candy                                        | Stansfield, Devaney, Darbyshire         | Devaney | 5:06 |
| 6.  | I'm Coming to Get You                        | Stansfield, Devaney, Darbyshire         | Devaney | 3:54 |
| 7.  | 8-3-1                                        | Stansfield, Devaney, Darbyshire, Kelly  | Devaney | 4:31 |
| 8.  | Wish on Me                                   | Stansfield, Devaney, Darbyshire         | Devaney | 4:49 |
| 9.  | Boyfriend                                    | Stansfield, Devaney                     | Devaney | 4:44 |
| 10. | Don't Leave Now I'm in Love                  | Stansfield, Devaney, Darbyshire         | Devaney | 4:17 |
| 11. | Didn't I                                     | Stansfield, Devaney, Darbyshire         | Devaney | 4:51 |
| 12. | Face Up                                      | Stansfield, Devaney, Darbyshire         | Devaney | 4:52 |
| 13. | When the Last Sun Goes Down                  | Stansfield, Devaney, Darbyshire, Musker | Devaney | 3:57 |
| 14. | All over Me                                  | Stansfield, Devaney, Darbyshire         | Devaney | 5:09 |
| 15. | Can't Wait To                                | Stansfield, Devaney, Darbyshire, Kelly  | Devaney | 4:27 |
| 16. | Let's Just Call It Love (Original Vocal Mix) | Stansfield, Devaney, Darbyshire         | Devaney | 5:30 |
| 17. | 8-3-1 (Ian Devaney Remix)                    | Stansfield, Devaney, Darbyshire, Kelly  | Devaney | 6:02 |

| 1.  | Let's Just Call It Love (Dreemhouse Full Extended Mix) | Stansfield, Devaney, Darbyshire        | Devaney         | 4:36  |
| 2.  | More Than Sex                                          |                                        |                 | 5:01  |
| 3.  | 8-3-1 (Morales Radio Mix)                              | Stansfield, Devaney, Darbyshire, Kelly | Devaney         | 3:23  |
| 4.  | I've Got Something Better (Trackmasters Remix)         | Stansfield, Devaney, Darbyshire        | Devaney         | 3:54  |
| 5.  | All Around the World (Norty Cotto Remix)               | Stansfield, Devaney, Andy Morris       | Devaney, Morris | 7:33  |
| 6.  | Let's Just Call It Love (Silk Cut Mix)                 | Stansfield, Devaney, Darbyshire        | Devaney         | 5:37  |
| 7.  | 8-3-1 (Morales Alternative Club Mix)                   | Stansfield, Devaney, Darbyshire, Kelly | Devaney         | 9:34  |
| 8.  | All Around the World (Junior Vasquez Earth Anthem)     | Stansfield, Devaney, Morris            | Devaney, Morris | 10:50 |
| 9.  | Let's Just Call It Love (D.Y.N.K. Vocal)               | Stansfield, Devaney, Darbyshire        | Devaney         | 6:12  |
| 10. | 8-3-1 (Morales Dub)                                    | Stansfield, Devaney, Darbyshire, Kelly | Devaney         | 8:12  |
| 11. | All Around the World (Norty's World Dub)               | Stansfield, Devaney, Morris            | Devaney, Morris | 7:52  |
| 12. | Let's Just Call It Love (K-Warren Full Vocal)          | Stansfield, Devaney, Darbyshire        | Devaney         | 6:13  |

| 1.  | Let's Just Call It Love (Promo Video)                      | Devaney                             |  |
| 2.  | 8-3-1 (Live at Ronnie Scott's)                             | Devaney                             |  |
| 3.  | The Real Thing (Live at Ronnie Scott's)                    | Devaney, Peter Mokran               |  |
| 4.  | So Natural (Live at Ronnie Scott's)                        | Devaney, Stansfield, Bobby Boughton |  |
| 5.  | Make Love to Ya (Live at Ronnie Scott's)                   | Devaney, Morris                     |  |
| 6.  | Tenderly (Live at Ronnie Scott's)                          | Devaney, Morris                     |  |
| 7.  | Someday (I'm Coming Back) (Live at Ronnie Scott's)         | Devaney, Morris                     |  |
| 8.  | Don't Explain (Live at Ronnie Scott's)                     |                                     |  |
| 9.  | They Can't Take That Away from Me (Live at Ronnie Scott's) |                                     |  |
| 10. | Didn't I (Live at Ronnie Scott's)                          | Devaney                             |  |
| 11. | Change (Live at Ronnie Scott's)                            | Devaney, Morris                     |  |
| 12. | Live Together (Live at Ronnie Scott's)                     | Devaney, Morris                     |  |
| 13. | I've Got Something Better (Live at Ronnie Scott's)         | Devaney                             |  |
| 14. | Face Up (Live at Ronnie Scott's)                           | Devaney                             |  |
| 15. | All Woman (Live at Ronnie Scott's)                         | Devaney, Morris                     |  |
| 16. | Never, Never Gonna Give You Up (Live at Ronnie Scott's)    | Devaney, Mokran                     |  |
| 17. | People Hold On (Live at Ronnie Scott's)                    | Dan Bewick, Matt Frost              |  |
| 18. | All Around the World (Live at Ronnie Scott's) (+ q & a)    | Devaney, Morris                     |  |
| 19. | 2014 Interview with Mark Goodier                           |                                     |  |

## Slágerlista
| Slágerlista (2001)                         | Legjobb helyezés |
| ------------------------------------------ | ---------------- |
| Ausztria (Ö3 Austria Top 40)               | 26               |
| Európa (Top 100)                           | 35               |
| Franciaország (SNEP Album Top 100)         | 102              |
| Németország (Offizielle Top 100)           | 29               |
| Olaszország (FIMI Album Top 20)            | 37               |
| Japán (Oricon)                             | 86               |
| Egyesült Királyság (Scottish Albums)       | 74               |
| Svájc (Schweizer Hitparade Top 100 Albums) | 19               |
| Egyesült Királyság (UK Albums Chart)       | 38               |
| Egyesült Királyság (UK R&B Albums)         | 18               |

## Kiadási előzmények
| Régió              | Dátum              | Label  | Formátum      | Katalógus     |
| ------------------ | ------------------ | ------ | ------------- | ------------- |
| Japán              | 2001. június 20.   | Arista | CD            | BVCA-21087    |
| Európa             | 2001. június 25.   | Arista | CD            | 74321 86632 2 |
| Egyesült Királyság | 2001. június 25.   | Arista | CD            | 74321 86346 2 |
| Egyesült Királyság | 2003. június 2.    | Arista | Remastered CD | 82876 54377 2 |
| Európa             | 2004. augusztus 2. | Arista | Remastered CD | 82876 54377 2 |
| Egyesült Királyság | 2014. november 10. | Edsel  | 2CD+DVD       | EDSG 8057     |
| Európa             | 2014. november 21. | Edsel  | 2CD+DVD       | EDSG 8057     |